# Amata unifascia
Amata unifascia là một loài bướm đêm thuộc phân họ Arctiinae, họ Erebidae.